# A Kirisima-ügy
A Kirisima-ügy (eredeti címén, japánul: 桐島、部活やめるってよ (Kirisima, bukacu jameruttejo)) egy 2012-ben bemutatott japán filmdráma Josida Daihacsi rendezésében. A film egy középiskola néhány diákjának életét, többek között szerelmi viszonyaikat és sportklubjaikhoz fűződő kapcsolataikat mutatja be a helyi röplabdacsapat legjobb játékosának, Kirisimának a váratlan eltűnése utáni napokban.
A mű többet is elnyert a Japán Filmakadémia díjai közül, győzött például a legjobb film kategóriában is.

## Cselekmény
|  | Alább a cselekmény részletei következnek! |

Egy japán középiskola felnőttkor küszöbén álló diákjai szabadidejüket nagyrészt klubokba szerveződve töltik. Rjója egy filmes csapat tagja, akikkel éppen egy zombis filmet készít (ami azonban tanára tetszését nem igazán nyeri el), osztálytársai közül többen (például Hiroki és Rjúta) pedig különféle sportcsapatokban szerepelnek, szabadidejükben fociznak, kosárlabdáznak, baseballoznak vagy röplabdáznak. A röplabdacsapat legjobb játékosa, Kirisima azonban egyik nap nem jön iskolába, és a hozzá intézett hívásokat sem fogadja, a neki írt üzenetekre nem válaszol. Kirisima barátnőjének, Riszának ez nem esik jól.
A filmben a diákok közti szerelmi viszonyokra is fény derül. Egy Aja nevű lány például titokban Hiroki rajongója, ezért amikor Hiroki és barátai az udvaron kosárlabdáznak, a lány egy közeli tetőre áll ki, és ott gyakorol szaxofonján. Éppen ekkor érkezik meg azonban Rjója és filmes csapata, akik pont ezt a tetőt szemelték ki maguknak, mint zombis filmjük „futurisztikus” helyszíne, ezért Rjója vitába elegyedik a lánnyal, aki végül csak azért megy el, mert az udvaron kosárlabdázó fiúk is eltűnnek közben. Másnap Kirisima hiányában a röplabdacsapat elveszíti a mérkőzését, mert a kapitányt helyettesítő Koizumi jóval gyengébb játékos. Rjója egy moziban, ahol valami régi zombis filmet néz meg, véletlenül találkozik Kaszumi nevű lányosztálytársával, és beszélgetnek is egy kicsit. Rjója elkezdi azt hinni, hogy a lány őiránta érdeklődik, ám hamarosan meglátja őt kettesben valódi barátjával, Rjútával, ezért csalódott lesz. A filmezést viszont folytatja, ezúttal az iskola mellett, ám véletlenül ott is a szaxofonozó Ajába ütköznek, aki ezúttal nem hajlandó odébbmenni. Eközben egy Szana nevű lány, aki szintén az ő osztályukba jár, szándékosan úgy intézi, hogy Aja szeme láttára találkozzon Hirokival, akivel csókolózni kezdenek.
Eközben Kirisima hiánya egyre többeket aggaszt: a röplabdásokat, barátait és barátnőjét, Riszát is. Egyik nap egyikük az udvarról megpillant valakit az iskola tetején, akit Kirisimának vél. Futótűzként terjed a hír, hogy Kirisima itt van: mindenki rohanni kezd a tetőre, ám ott csak az időközben véletlenül odaérkező Rjóját és zombinak beöltözött filmes társait találják. A felkorbácsolt érzelmek és a csalódottság, hogy mégsem Kirisimát találják ott, vitához, majd kisebb verekedéshez vezet, amelyet Rjója kamerájával rögzít is, és amely képzeletében valódi zombiharccá válik.
|  | Itt a vége a cselekmény részletezésének! |

## Szereplők
- Kamiki Rjúnoszuke ... Maeda Rjója
- Higaside Maszahiro ... Kikucsi Hiroki
- Hasimoto Ai ... Kaszumi
- Ógo Szuzuka ... Szavadzsima Aja
- Jamamoto Mizuki ... Risza
- Ocsiai Motoki ... Rjúta
- Macuoka Maju ... Szana

## Díjak és jelölések
| 2013 | A japán filmakadémia díja                      | Legjobb film         |                                | Elnyerte |
| 2013 | A japán filmakadémia díja                      | Legjobb rendező      | Josida Daihacsi                | Elnyerte |
| 2013 | A japán filmakadémia díja                      | Legjobb szerkesztés  | Kuszakabe Mototaka             | Elnyerte |
| 2013 | A japán filmakadémia díja                      | Legjobb forgatókönyv | Josida Daihacsi, Kijaszu Kóhei | Jelölés  |
| 2013 | A japán filmakadémia díja                      | Legjobb új színész   | Higaside Maszahiro             | Jelölés  |
| 2013 | A japán filmakadémia díja                      | Legjobb új színésznő | Hasimoto Ai                    | Jelölés  |
| 2013 | Ázsiai filmdíj                                 | Legjobb szerkesztő   | Kuszakabe Mototaka             | Elnyerte |
| 2013 | Ázsiai filmdíj                                 | Legjobb új színész   | Higaside Maszahiro             | Jelölés  |
| 2013 | Ázsiai filmdíj                                 | Legjobb forgatókönyv | Josida Daihacsi, Kijaszu Kóhei | Jelölés  |
| 2013 | Kinema Dzsunpó-díj                             | Legjobb új színésznő | Hasimoto Ai                    | Elnyerte |
| 2012 | Mainicsi-filmdíj                               | Legjobb rendező      | Josida Daihacsi                | Elnyerte |
| 2012 | Mainicsi-filmdíj                               | Legjobb új színész   | Higaside Maszahiro             | Elnyerte |
| 2012 | Mainicsi-filmdíj                               | Legjobb film         |                                | 2. hely  |
| 2013 | Pucshoni Nemzetközi Fantasztikusfilm-fesztivál | NETPAC-díj           | Josida Daihacsi                | Elnyerte |